# Lake Dallas (Teksas)
Lake Dallas je grad u američkoj saveznoj državi Teksas. Prema popisu stanovništva iz 2010. u njemu je živjelo 7.105 stanovnika.